# Parque Tanque do Fancho
O Parque Ecológico Tanque do Fancho, ou  Tanque do Fancho, é o mais tradicional parque do município de Várzea Grande , contando com 4.700 m² no qual conta com pista de caminhada a população e um amplo estacionamento na entrada, play-ground e um setor com barras de exercícios físicos..
Inaugurado em 2010 na gestão  do então prefeito Murilo Domingos, o parque está localizado na  Av. Castelo Branco próximo ao Paço Municipal da cidade.
Em 4 de junho de 1996 foi criado por decreto municipal  número 20/96 criou a área de proteção ambiental Tanque do Fancho, com área total de 4, 979 ha pelo prefeito Nereu Botelho de Campos, entre  os limites ficaram definidos da seguinte maneira: a sudeste loteamento Imperador, a sudoeste com o loteamento Imperador II, noroeste com a Prefeitura Municipal de Várzea Grande  e a Nordeste com a Avenida Castelo Branco.